# Agriotypus
Agriotypinae ist eine Unterfamilie der Schlupfwespen (Ichneumonidae), die nur die Gattung Agriotypus enthält. Die Agriotypinae sind Parasitoide an Larven von Köcherfliegen unter Wasser. Ihre Entwicklung findet folglich unter Wasser im Köcher der Köcherfliege statt.
Von der Gattung Agriotypus sind 16 Arten beschrieben, eine davon ist in Europa weit verbreitet (Agriotypus armatus), die anderen sind in Asien verbreitet.

## Morphologie
Der Körper ist meist schwarz, rötlich braun oder braun. Die Flügel sind hyalin, Vorderflügel der Weibchen mit 3 dunklen Bändern (bei Männchen schwächer ausgebildet oder fehlend). Länge des Körpers 4,5 bis 9 mm, Länge des Vorderflügels 3,6 bis 7 mm.
Die Agriotypinae unterscheiden sich außer durch ihre Lebensweise morphologisch von allen anderen Schlupfwespen durch einen nach hinten gerichteten Dorn am Scutellum, das zweite und dritte Tergit sind miteinander verschmolzen und die Sternite des Hinterleibs sind sklerotisiert.
Die Puppen sind einzigartig, da sie einen handschuh-fingerförmigen Fortsatz der Puppenhülle bilden, das ins freie Wasser ragt und der Luftatmung dient.

## Lebensweise
Bekannt ist die Lebensweise der europäischen Wasserschlupfwespe (Agriotypus armatus). Die Weibchen tauchen in fließendes Wasser und suchen nach Vorpuppen oder Puppen von Köcherfliegen, an denen sie ihr Ei im Köcher ablegen. Die Larve der Agriotypinae entwickelt sich im Wasser im Köcher des Wirtes, wo auch die Verpuppung stattfindet. Dazu spinnt sie einen Kokon mit einem Fortsatz, der in das freie Wasser ragt, luftgefüllt ist und der Atmung dient. Er kann bis zur vierfachen Länge des Trichopterenköchers ausgedehnt sein. Die jungen Adulten schlüpfen und steigen aus dem Wasser auf, um sich dann zu verpaaren. Adulte Agriotypinae der Art Agriotypus gracilis können bis zu 30 Minuten unter Wasser bleiben.

## Systematische Stellung
Agriotypinae sind eine relativ alte Gruppe (Reliktgruppe) innerhalb der Schlupfwespen, die vermutlich bis in die Kreidezeit zurückreicht. Sie sind mit den Labeninae sehr nahe verwandt, vielleicht ihre Schwestergruppe. Nach einer weiteren morphologisch phylogenetischen Untersuchung könnten die Agriotypinae die Schwestergruppe aller anderen Ichneumonidae sein. Aber nach einer Gesamtanalyse (morphologisch und molekular) könnten die Agriotypinae die Schwestergruppe der Eucerotinae sein. Die phylogenetischen Beziehungen sind insgesamt noch keineswegs endgültig geklärt. Manche Autoren klassifizieren die Agriotypinae auch als eigene Familie.

## Evolution
Die Suche nach einem Wirt unter Wasser ist sehr ungewöhnlich bei Schlupfwespen, es gibt aber sowohl bei Cryptinae (Apsilops sericata) als auch bei den Cremastinae (Cremastus sp.) je eine Art, die ihre Wirte (jeweils Nymphalidae) im Wasser finden. Diese Verhaltensweise muss also mehrfach unabhängig voneinander entstanden sein. Bei den Cryptinae gibt es auch eine Art, die semiaquatisch ihren Wirt an der Wasseroberfläche sucht. Die Cremastine Sulcarius nigricornis sucht ihre Wirts-Köcherfliegen an Stellen, die teilweise an der Luft sind, wenn der Wasserspiegel niedrig ist. Dies ist auch ein mögliches Szenario, wie man sich die Evolution der Agriotypinae vorstellen kann.

## Arten
- Armatus-Artengruppe[2]
  - Agriotypus armatus; Europa, Wirte: mehrere Arten von Silo (Goeridae) und andere Köcherfliegen.
  - Agriotypus changbaishanus, Nordostchina, Wirte: Goeridae-Puppen.
  - Agriotypus gracilis, Japan, Wirte: Goera japonica (Goeridae), Psilotreta kisoensis (Odontoceridae).
  - Agriotypus jilinensis, Nordostchina, Wirte nicht bekannt, nur Männchen beschrieben.
  - Agriotypus silvestris, Japan, Wirte: Neophylax japonicus, N. ussuriensis (Neophylacinae, Uenoidae, früher zu den Limnephilidae gerechnet). Diese Art kommt im gleichen Fluss vor wie A. gracilis.[6]
  - Agriotypus succinctus, Nordwestchina, Wirte: nicht bestimmte Trichoptera Puppen.
- Himalensis-Artengruppe[2]
  - Agriotypus chaoi, Nordvietnam, Wirte: Psilotreta sp. (Odontoceridae).
  - Agriotypus himalensis, Nordostindien, Wirte: Neophylax sp. (Uenoidae).
  - Agriotypus kambaitensis, Burma, nur Männchen bekannt.
  - Agriotypus lui, Südostchina, Wirt unbekannt.
  - Agriotypus maculiceps, Süd-Zentralchina, Wirt unbekannt.
  - Agriotypus masneri, Nordwestvietnam, Wirt unbekannt, nur Männchen bekannt.
  - Agriotypus tangi, Südostchina, Wirt unbekannt.
  - Agriotypus townesi, Taiwan, nur Männchen bekannt, Wirt unbekannt.
  - Agriotypus zhejiangensis, Südostchina, nur Männchen bekannt, Wirt unbekannt.
  - Agriotypus zhengi, Zentralchina, nur Weibchen bekannt, Wirt unbekannt.